# Liste der Monuments historiques in Saint-Pathus
Die Liste der Monuments historiques in Saint-Pathus führt die Monuments historiques in der französischen Gemeinde Saint-Pathus auf.

## Liste der Bauwerke
| Bezeichnung      | Beschreibung              | Standort               | Kennzeichnung | Schutzstatus | Datum | Bild           |
| ---------------- | ------------------------- | ---------------------- | ------------- | ------------ | ----- | -------------- |
| Kirche St-Pathus | Erbaut im 12. Jahrhundert | Rue de l’Église (Lage) | PA77000024    | Inscrit      | 2007  | weitere Bilder |

## Liste der Objekte
Zum Verständnis siehe: Kirchenausstattung
- Monuments historiques (Objekte) in Saint-Pathus in der Base Palissy des französischen Kultusministeriums